# Marc Livi Macat
Marc Livi Macat (en llatí Marcus Livius Macatus) va ser un militar romà del segle iii aC. Formava part de la gens Lívia, una gens d'origen plebeu però de les més importants de la noblesa romana.
El propretor Marc Valeri Leví el va nomenar comandant de la ciutat i la ciutadella de Tàrent l'any 214 aC que va defensar amb èxit dels atacs d'Hanníbal durant aquell any. Però dos anys després, el 212 aC la ciutat va ser ocupada per sorpresa i Livi Macat va haver de refugiar-se a la ciutadella que va poder conservar, tot i els atacs els cartaginesos.
La situació es va anar fent desesperada amb el pas del temps, i el 210 aC Dècim Quinti va ser enviat amb una flota per portar provisions als assetjats, però aquesta flota va ser derrotada pels púnics davant de la ciutat. Aquest desastre el va compensar Livi, que va obtenir una victòria per terra i va conservar la ciutadella fins que l'any 209 aC Quint Fabi Màxim va reconquerir Tàrent, i va alliberar els assetjats.
El senat va discutir intensament l'any 208 aC si Livi Macat havia de ser castigat per perdre la ciutat o premiat per conservar la ciutadella durant cinc anys. Finalment es va aprovar una tercera via consistent en què si havia de ser castigat això ho havien de decidir els censors i no els senadors. Macat va tenir el suport del seu parent Marc Livi Salinator. El cònsol Quint Fabi Màxim, amb relació a que havia conquerit Tàrent perquè Macat tenia la ciutadella, va dir: " Certe, nam nisi ille amisisset, ego nunquam recepissem" (Cert. Però si ell no l'hagués perdut, jo no l'hauria pogut recuperar mai).